# Shangoul et Mangoul
Pour plus de détails, voir Fiche technique et Distribution.
Shangoul et Mangoul (titre original : Shangoul-o-Mangoul) est un court métrage d'animation iranien réalisé par Morteza Ahadi et Farkondeh Torabi, sorti en 2000. Le film utilise l'animation en volume pour animer des décors et des personnages en tissu brodé. L'histoire se fonde sur un conte persan.

## Synopsis
En l'absence de la mère chèvre, le grand méchant loup pénètre dans la maison et tente de dévorer les chevreaux. Tous se défendent, mais il en avale deux. Les chevreaux sont finalement secourus par leur famille.

## Fiche technique
- Titre français : Shangoul et Mangoul
- Titre original : Shangoul-o-Mangoul
- Réalisation : Morteza Ahadi et Farkondeh Torabi
- Pays :  Iran
- Langue : persan
- Format : couleur
- Durée : 17 minutes (États-Unis)
- Date de sortie : 2000

## Distinctions
En 2000, le court métrage remporte le « Prix du jury adulte : certificat de mérite » dans la catégorie « Court métrage ou vidéo : animation » au Chicago International Children's Film Festival de Chicago aux États-Unis. En 2001, il remporte une Silver Poznań Goat dans la catégorie « Meilleur film d'animation » au festival Ale Kino ! à Poznań en Pologne.

## Édition en vidéo
En France, ce court métrage a été édité en 2005 par Arte Video dans le DVD Les Contes de la mère poule, où il est regroupé avec deux autres courts métrages d'animation iraniens (Lili Hosak (Le Poussin) et Le Poisson arc-en-ciel).